# Ptychadena erlangeri
Espèce
Synonymes
- Rana erlangeri Ahl, 1924

Statut de conservation UICN

 NT  : Quasi menacé
Ptychadena erlangeri est une espèce d'amphibiens de la famille des Ptychadenidae.

## Répartition
Cette espèce est endémique des hauts plateaux de la vallée du Grand Rift au centre de l'Éthiopie. Elle se rencontre entre 1 300 et 2 500 m d'altitude,.

## Étymologie
Le nom de l'espèce commémore Carlo von Erlanger (1872-1904).

## Publication originale
- Ahl, 1924 : Über eine Froschsammlung aus Nordost-Afrika und Arabien. Mitteilungen aus dem Zoologischen Museum in Berlin, vol. 11, p. 1-12.